# Psara stultalis
Psara stultalis là một loài bướm đêm trong họ Crambidae.